# Peel Session
Peel Session TX 21/07/1998, познат още само като Peel Session е мини албум на шотландската електронна група Boards of Canada, включващ материал записан от тяхното участие в музикалното радио предаване на Джон Пийл от 21 юли 1998, предавано по радио BBC 1. Издаден е на 11 януари 1999 под формата на диск и 12-инчов винил от Warp Records. Радио сесията включва и допълнителната песен „XYZ“, която не е добавена в последвалото издание.

## Песни
1. Aquarius (Version 3) – 6:24
2. Happy Cycling – 7:56
3. Olson (Version 3) – 2:31